# Португалія на зимових Олімпійських іграх 2022
Португалія взяла участь у зимових Олімпійських іграх 2022, що тривали з 4 до 20 лютого в Пекіні (Китай).
Збірна Португалії складалася з трьох спортсменів (двох чоловіків і однієї жінки), що змагалися у двох видах спорту. Рікардо Бранкал і Ваніна Герійо несли прапор своєї країни на церемонії відкриття.

## Спортсмени
Кількість спортсменів, що взяли участь в Іграх, за видами спорту.
| Вид спорту          | Чоловіки | Жінки | Загалом |
| ------------------- | -------- | ----- | ------- |
| Гірськолижний спорт | 1        | 1     | 2       |
| Лижні перегони      | 1        | 0     | 1       |
| Загалом             | 2        | 1     | 3       |

## Гірськолижний спорт
Від Португалії на ігри кваліфікувалися один гірськолижник і одна гірськолижниця, що відповідали базовому кваліфікаційному критерію.
| Спортсмен       | Дисципліна                    | 1-й спуск | 1-й спуск | 2-й спуск | 2-й спуск | Сума    | Сума  |
| Спортсмен       | Дисципліна                    | Час       | Місце     | Час       | Місце     | Час     | Місце |
| --------------- | ----------------------------- | --------- | --------- | --------- | --------- | ------- | ----- |
| Рікардо Бранкал | Гігантський слалом (чоловіки) | 1:16.83   | 42        | 1:20.57   | 36        | 2:37.40 | 37    |
| Рікардо Бранкал | Слалом (чоловіки)             | 1:06.24   | 46        | 1:00.07   | 38        | 2:06.31 | 39    |
| Ваніна Герійо   | Гігантський слалом (жінки)    | 1:10.59   | 56        | 1:06.33   | 39        | 2:16.92 | 43    |
| Ваніна Герійо   | Слалом (жінки)                | 59.45     | 46        | НФ        | НФ        | НФ      | НФ    |

## Лижні перегони
Від Португалії на Ігри кваліфікувався один лижник, що відповідав базовому кваліфікаційному критерію.
Дистанційні перегони
| Спортсмен   | Дисципліна                        | Класичний стиль | Класичний стиль | Вільний стиль | Вільний стиль | Фінал   | Фінал       | Фінал |
| Спортсмен   | Дисципліна                        | Час             | Місце           | Час           | Місце         | Час     | Відставання | Місце |
| ----------- | --------------------------------- | --------------- | --------------- | ------------- | ------------- | ------- | ----------- | ----- |
| Жозе Кабеса | 15 км класичним стилем (чоловіки) | Н/Д             | Н/Д             | Н/Д           | Н/Д           | 49:12.0 | +11:17.2    | 88    |